# Leptodictyum loeskei
Leptodictyum loeskei är en bladmossart som beskrevs av Brotherus 1925. Leptodictyum loeskei ingår i släktet Leptodictyum och familjen Amblystegiaceae. Inga underarter finns listade i Catalogue of Life.